# M1150突击破障车
M1150 突击破障车 (Assault Breacher Vehicle，ABV)是一种美国军用扫雷和爆炸物清除车，基于M1 艾布拉姆斯底盘，配备扫雷器和排雷线形装药。美国海军陆战队首次大规模使用它是在2010年阿富汗战争期间国际安全援助部队针对塔利班叛乱分子的莫赫塔拉克行動中。

## 设计和目的
M1150是专门设计用于为友军部队和其他车辆排除雷区、路边炸弹以及簡易爆炸裝置并扫清道路的履带式战斗车辆。它重72 吨、长40英尺（12米）其底盘基于配备1,500马力发动机的M1艾布蘭主力戰車坦克，但配备了.50机枪和前置15英尺（4.6米）宽的排雷犁，并配备近7,000磅（3,200）炸药。
M1150配备有排雷线形装药(LDCS)：以火箭将装有C4炸药的爆破索射往100-150码前方，在不受地雷威脅的安全區引爆爆破索內裝載炸藥，誘爆地雷或是爆裂物，為車輛與部隊開闢安全通道。
1990年代，美国陆军因為部隊轉型方針判斷不該為這種複雜且後勤需求沉重的車輛投資研發。以M1主力戰車底盤為載台的Grizzly计划雖完成原型車，但仍在2001年終止計劃。僅有美國海軍陸戰隊堅持在履帶戰鬥工兵車這款軍備繼續投資預算研製，當時稱為ABV的M1150決定繼續採用二手M1A1主力戰車底盤作為載台，並委託英國皮爾森工程公司開發專用掃雷器材，包括除雷犁、爆導索等配件  。
2008年，ABV通過驗收，制式化代號M1150。美國海軍陸戰隊下單訂購52輛。

## 使用历史

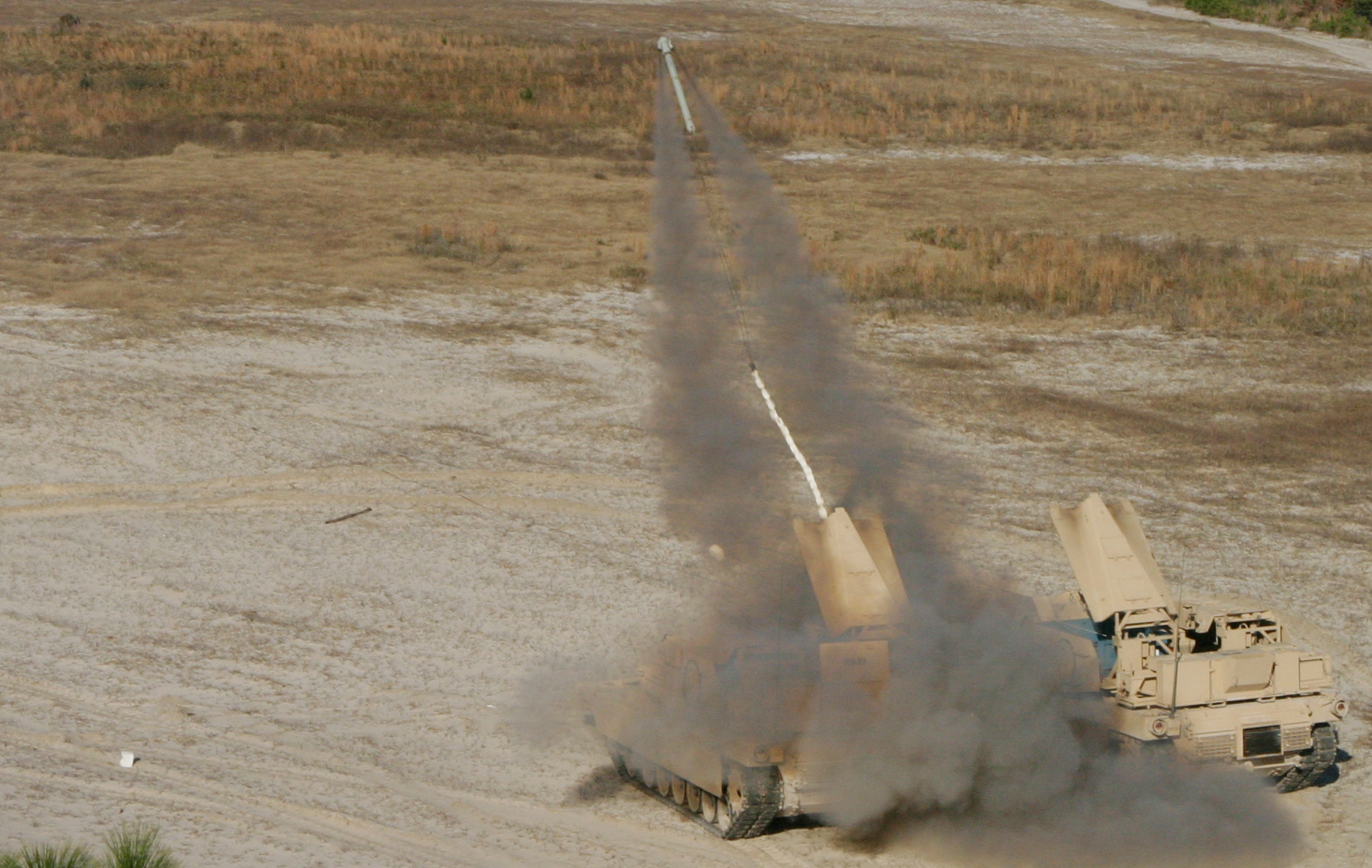
海军陆战队第2战斗工兵营从M1150突击破障车发设扫雷线形装药。

2009年12月3日上午，M1150首次在战斗中使用。当时海军陆战队在“眼镜蛇之怒”行动中攻入了在赫尔曼德省的塔利班据点Nawzad ，然后向喀布尔西南 380英里（610）的另一个塔利班据点Marjah进军     。
2010年2月11日，在Moshtarak行动前夕，两辆突击破障车在Sistani郊外的沙漠中发射炸药，以测试塔利班突围路线上的防御能力。    
2010年2月13日，在行动的第一天，美国海军陆战队第 2 战斗工兵营的突击破障车成功地通过塔利班在Marjah周围布设的众多雷区中挖掘和爆破出了安全通道 。
根据2009年12月的一份报告，当时共有5辆ABV在阿富汗，据称美国海军陆战队计划到2012年总共部署52辆，其中约34辆已经生产。由於美國海軍陸戰隊的使用評價良好，美國陸軍後來跟進採購，至少订购了187辆
到2013年8月，6辆ABV被部署到朝鲜半岛，供第2步兵师(2ID) 使用，以提供快速突破雷区和复杂障碍的能力。 ABV 将使得第二步兵师能在战时通过布满地雷的朝韩非军事区。此前，北韩指责向韩国部署MRAP防地雷车是为了穿越非军事区攻击该国；防地雷反伏击车后来由于不适合地形而被撤回。但北韩没有对M1150突击破障车部署到朝鲜半岛做出公开回应 。
2019年，美國海軍陸戰隊發布2030年軍事轉型計劃，並決定汰除現有的所有非兩棲履帶戰車，包括M1A1主力戰車與M1150突擊破障車。美國海軍陸戰隊所有的M1150到2023年都移編給美國陸軍繼續服役。
2021年4月，美国国务院批准向澳大利亚出售29辆 M1150，它们将由澳大利亞陸軍操作 。
2022年俄羅斯入侵烏克蘭後，美國大量軍援烏克蘭軍隊建軍。M1150雖然沒有在公開的軍援項目內，但是2023年11月，乌克兰举行的"乌克兰火箭部队和炮兵日"和"工程兵日"纪念仪式上，展示了一辆M1150。可以肯定烏克蘭自美國獲得若干M1150突擊破障車軍援。
2024年2月22日，一輛M1150在阿夫迪伊夫卡戰役中確定遭俄羅斯軍隊摧毀，為目前已知的第一輛M1150損失。3月3日，在紅軍村區所屬的別爾德奇村近郊，目测确认一辆M1150损失。 